# Drosophila sigmoides
Drosophila sigmoides este o specie de muște din genul Drosophila, familia Drosophilidae, descrisă de Friedrich Hermann Loew în anul 1872. Conform Catalogue of Life specia Drosophila sigmoides nu are subspecii cunoscute.